# 739
Năm 739 là một năm trong lịch Julius.

## Sinh
- Đan Hà Thiên Nhiên